# Cyptodontopsis
Cyptodontopsis là một chi rêu trong họ Cryphaeaceae.